# ميسلاف أنجيلكوفيتش
ميسلاف أنجيلكوفيتش (بالكرواتية: Mislav Anđelković)‏ هو لاعب كرة قدم كرواتي في مركز الوسط، ولد في 22 أبريل 1988 في دوبروفنيك في كرواتيا. لعب مع نادي إسترا 1961 ونادي بيركيركارا ونادي كوبر وهايدوك سبليت.

## وصلات خارجية
- ميسلاف أنجيلكوفيتش على موقع قاعدة بيانات كرة القدم.إي يو (الإنجليزية)
- ميسلاف أنجيلكوفيتش على موقع Soccerway.com (الإنجليزية)